# فلورنس ويلش
فلورنس ويلش (بالإنجليزية: Florence Welch)‏ فلورنس يونتين ماري ويلش
فلورنس يونتين ماري ويلش (ولدت في 28 أغسطس 1986) هي موسيقيةبريطانية، مغنية وكاتبة الأغاني ارتفعت شهرت فلورنس ويلش بسبب فرقتها فلورنس + آلة( فلورنس اند ذا مشين) ، وهم فرقة الإنجليزية موسيقي إندي روك. صدر أول ألبوم للفرقة، الرئتين، في عام 2009؛ في 17 يناير 2010، وصلت إلى الألبوم المرتبة الأولى، بعد أن على الرسم البياني لمدة 28 أسابيع متتالية. الألبوم الثاني للمجموعة الاستوديو، والاحتفالات، الذي صدر في أكتوبر 2011، لأول مرة في رقم واحد في المملكة المتحدة ورقم واحد في الولايات المتحدة.

## حياتها
ولدت في كامبرويل، فلورنس هي ابنة من يونتين ماري ويلش [5] وحفيدة نائب رئيس التحرير السابق لصحيفة دايلي تيليغراف وديلي ميل السابق البرلمانية sketchwriter كولن ولش. [6] وهي ابنة من ايفلين ولش، أستاذ أمريكي من دراسات النهضة ونائب مدير المدرسة للفنون والعلوم في كلية كينغز في لندن ونيك وولش، مسؤول تنفيذي الإعلان، ساهم والدها البريطاني يونتين ماري ويلش، عنصر لفة إلى المزيج الأسرة"؛. في العشرينات من عمره. إذا يونتين اعترف، على حد تعبيره، "حثت فلو في أي الطريقة، انها كانت فقط للاستماع إلى رمونس بدلا من يوم أخضر ". [8] وكان إيفلين تأثير قوي على قدم المساواة حتى الآن مختلفة تماما عن ابنتها. زيارة إلى واحدة من المحاضرات والدتها تركت انطباعا عميقا في سن المراهقة فلورنسا. وأوضحت، "أطمح إلى شيء من هذا القبيل ولكن مع الموسيقى، واتمنى ان موسيقاي لديها بعض من كبير مواضيع الجنس، والموت، والحب، والعنف التي من شأنها أن تكون لا تزال جزءا من قصة الإنسان في الوقت 200 سنة". [8]
تلقى تعليمه فلورنسا في مدرسة لندن يوم توماس ثم ذهبت إلى مدرسة Alleyn، وجنوب شرق لندن، حيث فعلت جيدا أكاديميا. [1] وولش غالبا ما حصل في ورطة في مدرسة للغناء مرتجلة. [1] تم ولش تشخيص عسر القراءة وخلل الأداء. [9] في أعقاب لها الصعود إلى الشهرة، وقالت انها تعرضت لنوبة من الاكتئاب. [10] وعند مغادرته المدرسة، ودرس فلورنسا في كامبرويل كلية الآداب قبل أن يتراجع إلى التركيز على موسيقاها. [1] وكان سحر ولش مع الإرهاب والموت كثفت بسبب وفاة جدها في غضون بضع سنوات من بعضها البعض. في العاشرة من عمره، شهد ولش تدهور جدها، وجدتها الأمهات، أيضا مؤرخ الفن، انتحر عندما كان ولش أربعة عشر. [1] عندما كان ولش 13 سنة، وقالت انها والدتها انتقلت مع بهم الجار المجاور وله ثلاثة أطفال في سن المراهقة. وفقا لولش: ". نحصل على ببراعة الآن، لكنه كان كابوسا ثم أنا فقط تستخدم للبقاء في غرفتي والرقص.

## روابط خارجية
- فلورنس ويلش على موقع IMDb (الإنجليزية)
- فلورنس ويلش على موقع الموسوعة البريطانية (الإنجليزية)
- فلورنس ويلش على موقع ميوزك برينز (الإنجليزية)
- فلورنس ويلش على موقع رولينغ ستون (الإنجليزية)
- فلورنس ويلش على موقع إن إن دي بي (الإنجليزية)
- فلورنس ويلش على موقع أول ميوزيك (الإنجليزية)
- فلورنس ويلش على موقع ديسكوغز (الإنجليزية)
- فلورنس ويلش على موقع قاعدة بيانات الفيلم (الإنجليزية)